# Anarolius fronto
Anarolius fronto là một loài ruồi trong họ Asilidae. Anarolius fronto được Loew miêu tả năm 1873. Loài này phân bố ở vùng Cổ Bắc giới.